# Вотс (Оклахома)
Вотс (енгл. Watts) град је у америчкој савезној држави Оклахома.

## Демографија
По попису из 2010. године број становника је 324, што је 8 (2,5%) становника више него 2000. године.
| Група             | 2000.       | 2010.       |
| Белци             | 208 (65,8%) | 184 (56,8%) |
| Афроамериканци    | 1 (0,3%)    | 0 (0,0%)    |
| Азијати           | 2 (0,6%)    | 0 (0,0%)    |
| Хиспаноамериканци | 10 (3,2%)   | 10 (3,1%)   |
| Укупно            | 316         | 324         |